# История почты и почтовых марок Северной Ирландии
История почты и почтовых марок Северной Ирландии соответствует периоду эмиссий почтовых марок Северной Ирландии в виде особых региональных выпусков (англ. country definitives). Эти марки издавались начиная с 1958 года бывшим Главным почтовым управлением (англ. General Post Office) и современным почтовым оператором Великобритании, компанией Royal Mail. Они предназначены для продажи и использования только в этой административно-территориальной единице, но действительны на всей территории Великобритании.

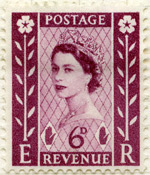
Региональная марка Северной Ирландии номиналом в 6 пенсов, с изображением Елизаветы II, тип «Уайлдинг», 1958(Sc #3); позднее этот рисунок также использовался для марки в 9 пенсов

## Ранние эмиссии

### Серия «Уайлдинг»

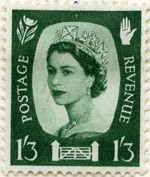
Региональная марка Северной Ирландии номиналом в 1 шиллинг 3 пенса, с изображением Елизаветы II, тип «Уайлдинг», 1958(Sc #5); рисунок также воспроизводился на марке в 1 шиллинг 6 пенса

Первые почтовые марки Северной Ирландии вышли в обращение в 1958 году, в рамках серии «Уайлдинг». С созданием региональных стандартных марок для Северной Ирландии были сопряжены некоторые трудности из-за недостатка в символах, которые могли бы быть использованы для олицетворения Северной Ирландии, позволяя в то же время избежать спорных политических эмблем. Комиссия, которой была поручена организация подбора рисунка марок, приняла решение поместить портрет королевы по фотографии работы Дороти Уайлдинг, дополненный следующими символами:
- «красная рука Ольстера» (эмблема О’Нилов — королевского дома Ольстера)[6],
- герб Северной Ирландии (без щитодержателей),
- увенчанная короной шестиконечная звезда с «красной рукой»,
- стебель льна (с листьями или без) и
- «полевые ворота» (Field Gate) с Ольстеровскими колоннами (Ulster pillars).

Ряд местных художников представили свои проекты марок, а именно Томас Коллинз (Thomas Collins), Леонард Пилтон (Leonard Pilton), Уильям Голливуд (William Hollywood), Колин Мидлтон (Colin Middleton) и Т. Робинсон (T. Robinson). Трое из них, Коллинз, Пилтон и Голливуд, были отобраны конкурсной комиссией, а затем королева лично выбрала по одному рисунку из нескольких работ каждого художника.
Согласно Л. Л. Лепешинскому, для Северной Ирландии за период с 1958 по 1963 год было выпущено три вида региональных почтовых марок.

### Серия «Машен»
В 1971 году возникла необходимость выпустить новые почтовые марки с номиналами в десятичной денежной системе. В связи с этим марки типа «Уайлдинг» были заменены на марки с рисунком, аналогичным стандартным британским из серии «Машен», но также с добавлением местных эмблем.

## Современные эмиссии
Начиная с 1999 года для каждой из четырёх административно-политических частей Великобритании, включая Северную Ирландию, стали издаваться новые региональные марки. Первый подобный выпуск для Северной Ирландии вышел в обращение 6 марта 2001 года. В основе рисунков этих марок лежат фотографии Дороги гигантов (Giant’s Causeway), лоскутов зелёных полей, детали изделия из паросского фарфора (Parian china) и детали футляра для книг из льняной соломы.

## Памятный выпуск
29 сентября 2008 года британским почтовым ведомством была выпущена серия памятных марок в ознаменование 50-летие выхода первых региональных марок Великобритании. Девять миниатюр серии воспроизводили сюжеты марок 1958 года с портретом Елизаветы II типа «Уайлдинг». В серию вошли три марки, предназначенные для Северной Ирландии, номиналом «1st» (первый класс) каждая.